# خواب در جانوران

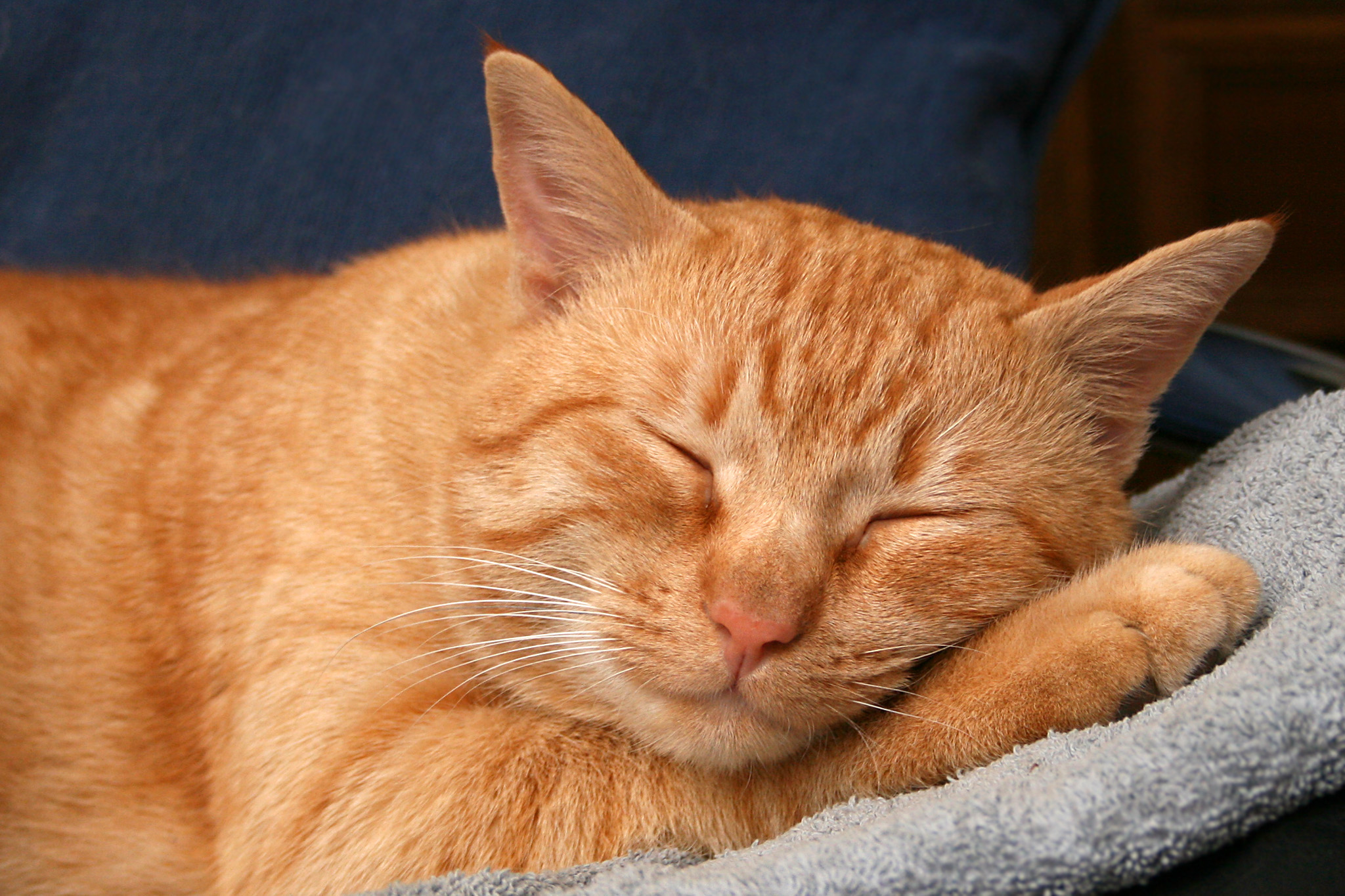
گربه خوابیده

خواب در جانوران به حالت رفتاری و فیزیولوژیکی اشاره دارد که با تغییر هوشیاری، کاهش پاسخگویی به محرک‌های خارجی و تنظیم هوموستاتیک بدن جانوران مشخص می‌شود. خواب در پستانداران، پرندگان، خزندگان، دوزیستان و برخی ماهی‌ها و به نوعی در حشرات و حتی در جانوران ساده‌تری مانند کرم‌های لوله‌ای مشاهده شده است.
ساعت شبانه‌روزی یا ساعت بیولوژیک، خواب در شب را برای جانوران فعال در روز مانند انسان و خواب در روز را برای جانوران شب‌زی مانند جوندگان تنظیم می‌کند. الگوی خواب در بین گونه‌ها بسیار متفاوت است. بر خلاف کما و خواب زمستانی، خواب به سرعت برگشت‌پذیر است.

## پستانداران

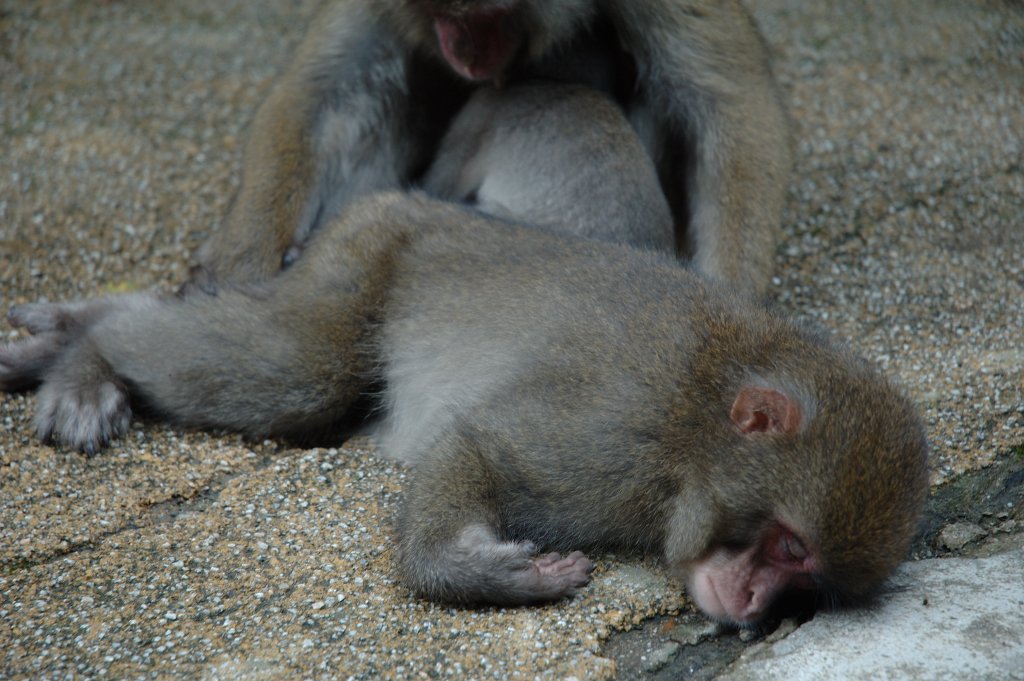
خواب ماکاک ژاپنی

پستانداران از تنوع زیادی در مدت زمان و روش‌ها و نحوهٔ خواب برخوردارند. اسب‌ها و دیگر سم‌داران علف‌خوار می‌توانند در حالت ایستاده بخوابند، اما برای ورود به مرحلهٔ خواب REM باید دراز بکشند. خفاش‌ها در حالی که وارونه و آویزان هستند می‌خوابند. آرمادیلوهای نر در هنگام خوابیدن غیرREM نعوظ پیدا می‌کنند.

### مدت خواب

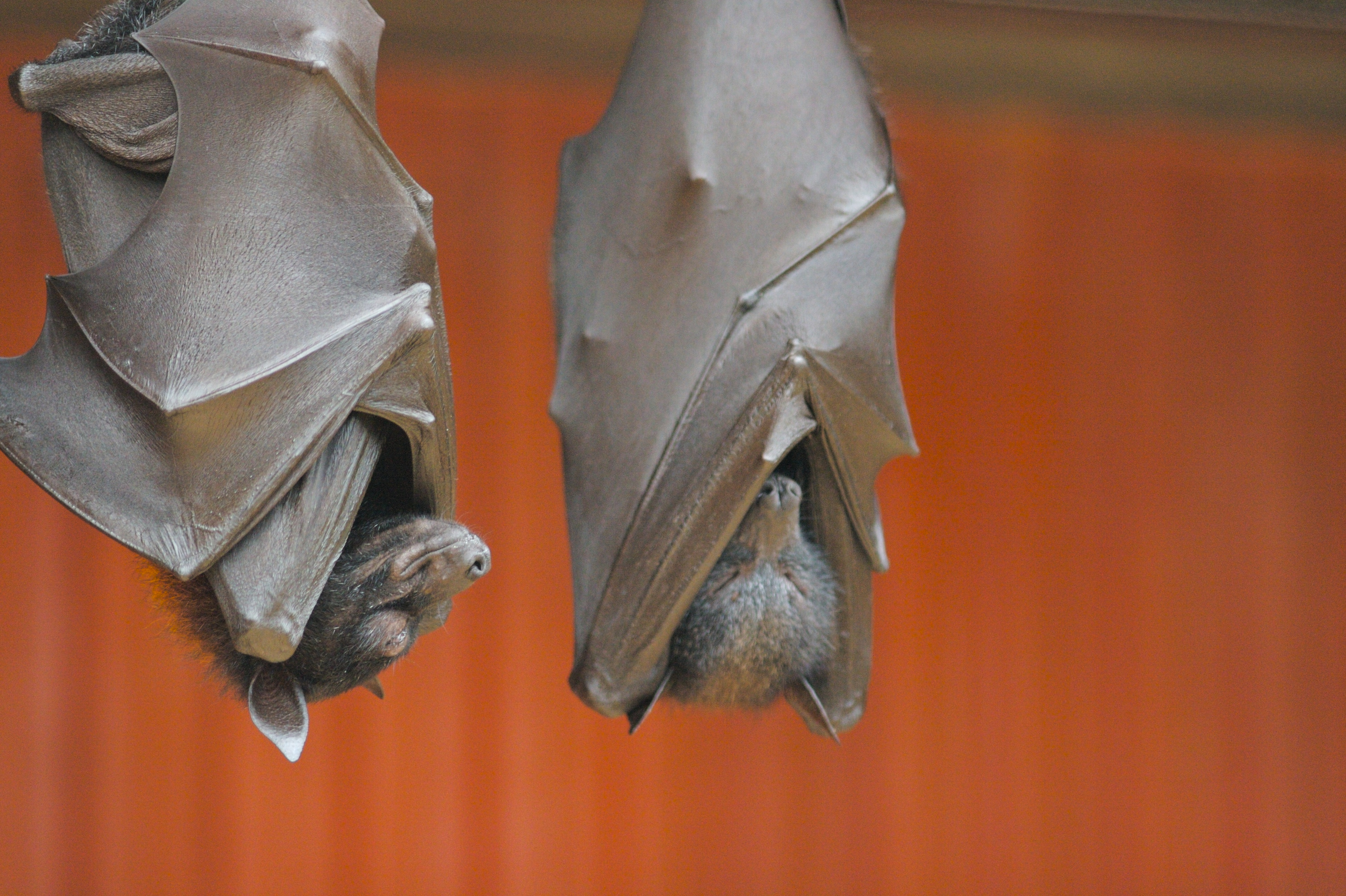
خوابیدن روباه‌های پرنده

پستانداران مختلف مقادیر مختلفی می‌خوابند. بعضی از آن‌ها مانند خفاش‌ها ۱۸–۲۰ ساعت در روز می‌خوابند، در حالی که بعضی دیگر از جمله زرافه‌ها فقط ۳–۴ ساعت در روز می‌خوابند. تفاوت‌های زیادی حتی بین گونه‌های نزدیک به هم وجود دارد. همچنین ممکن است بین مطالعات آزمایشگاهی و میدانی تفاوت‌هایی وجود داشته باشد. به عنوان مثال، محققان در سال ۱۹۸۳ گزارش دادند که تنبل‌ها در حالت اسارت تقریباً ۱۶ ساعت در روز می‌خوابند، اما در سال ۲۰۰۸، پس از اختراع ضبط کننده‌های مغز و اعصاب فیزیولوژیکی مینیاتوری که می‌تواند به حیوانات وحشی چسبانده شود، مشخص شد که تنبل‌ها در طبیعت فقط ۹ ساعت در شبانه روز خواب هستند.
میانگین میزان خواب در پستانداران مختلف:
- اسب‌ها - ۲ ساعت[۴]
- فیل‌ها - ۳+ ساعت[۵]
- گاوها - ۴٫۰ ساعت
- زرافه‌ها - ۴٫۵ ساعت
- انسان‌ها - ۸٫۰ ساعت
- خرگوش‌ها - ۸٫۴ ساعت
- شامپانزه‌ها - ۹٫۷ ساعت
- روباه‌های قرمز - ۹٫۸ ساعت
- سگ‌ها - ۱۰٫۱ ساعت
- موش‌های خانگی - ۱۲٫۵ ساعت
- گربه‌ها - ۱۲٫۵ ساعت
- شیرها - ۱۳٫۵ ساعت
- پلاتیپوس - ۱۴ ساعت
- سنجاب‌ها - ۱۵ ساعت
- آرمادیلوهای غول پیکر - ۱۸٫۱ ساعت
- خفاش‌های کوچک قهوه ای - ۱۹٫۹ ساعت

## خواب زمستانی
جانوران در هنگام خواب زمستانی در حالت مرگ کاذب هستند که با خواب تفاوت زیادی دارد. خواب زمستانی به میزان قابل توجهی نیاز به خواب را کاهش می‌دهد، اما آن را برطرف نمی‌کند. برخی از حیوانات در حال خواب زمستانی چند بار در طول زمستان به خواب زمستانی خود پایان می‌دهند.